# Лех Валенса
Лех Валенса (пољ. Lech Wałęsa; Попово, 29. септембар 1943) је пољски политичар, државник и један од симбола мирног отпора комунизму у Варшавском пакту. Током `80 године налазио се на челу независног синдиката Солидарност који је својим деловањем започео сламање комунизма у Пољској. Био је први председник демократске Пољске у периоду од 1990. до 1995. године. Добио је Нобелову награду за мир 1983. године.

## Биографија
Рођен је 29. септембра 1943. године у Попову близу Влоцлавека. Био је син дрводеље Болеслава и мајке Феликсе. Валенса је 1967. године почео да ради као електричар у бродоградилишту "Лењин" у Гдањску, северна Пољска. Валенса се оженио Мирославом Данута Голош, која је радила у продавници цвећа у близини бродоградилишта. Они су имали осморо деце
Нереди из 1970. године, подстакнути несташицом хране, навели су га да се придружи синдикалном покрету. Покрет је, у ствари, представљао нелегалну опозицију комунистима у Пољској. Након учешћа у радничким демонстрацијама 1976. године, изгубио је посао те је следеће четири године провео као тајни активиста, у сталном сукобу са пољском полицијом. На лето 1980. године пољски радници дају ново поверење опозиционарима омраженим комунистима, којима су подршку пружали и Совјети, након избора Пољака Јована Павла II за папу. Избијају штрајкови широм читаве земље. Валенса је преузео руковођење протестним седењем у бродоградилишту Лењин. Ускоро, Валенса је на челу Комитета међуфабричког штрајка, опозиције варшавској комунистичкој власти. Назвавши се "Солидарност", Комитет је захтевао право да образује раднички синдикат и право на штрајк. Та права била су нечувена у источном блоку. Валенса је преко ноћи постао свеопшти херој. Подржавали су га интелектуални кругови. Након тешких преговора, уз подршку националног штрајка, комунисти су поражени. Раднички синдикат "Солидарност" настао је 31. августа 1980. године. У следећих шеснаест месеци, под Валенсиним руководством, број његових чланова нарастао је на 10 милиона. Солидарност је сада представљала опасност самим темељима совјетске власти над источном Европом. Комунисти су 13. децембра 1981. године наметнули војну власт и суспендовали "Солидарност". Валенса је, са својим најзначајнијим савезницима, ухапшен. Провео је 11 месеци у затвору. Солидарност прелази у илегалу. Протести су настављени, а на челу покрета и даље је Валенса. Њему је 1983. године додељена Нобелова награда за мир. Међутим, у страху да му комунистичке власти неће дозволити да се врати у земљу, Валенса је у Осло послао своју жену Дануту да прими награду. Нови талас немира 1988. године и либерализација приморали су комунисте да преговарају са Валенсом. Солидарност је легализована и освојила је сва слободна места на делимичним парламентарним изборима 1989. године. Следеће године Валенса је изабран за председника Пољске. Однео је победу великом већином гласова.
Као председник, Валенса је био мање успешан него као револуционар. Његова председничка улога била је махом церемонијална. Сметало му је што због тадашњег система нема довољно моћи. Поступао је хировито. Његово противљење закону о абортусу допринело је да на изборима 1995. године изгуби. Из протеста, накратко се вратио на бродоградилиште, да би се 2000. године поново кандидовао на изборима. Тада је освојио мање од 1% гласова. Објавио је да се повлачи из политике.

## Покрет солидарности
Од почетка своје каријере, Валенса је био заинтересован за бриге радника. Године 1968, подстакао је колеге из бродоградилишта да бојкотују званичне скупове који су осуђивали недавне штрајкове студената. Био је харизматични вођа, који је помогао организовање илегалних протеста 1970. у Гдањском бродоградилишту када су радници протестовали због владине уредбе о подизању цена хране, и разматран је за место председника штрајкачког одбора. Исход штрајка, који је укључивао смрт преко 30 радника, подстакао је Валенсине ставове о потреби за променом. У јуну 1976. Валенса је изгубио посао у бродоградилишту у Гдањску због свог сталног учешћа у илегалним синдикатима, штрајковима и кампањи за комеморацију жртава протеста 1970. године. Након тога је радио као електричар за неколико других компанија, али је његов активизам довео до тога да је стално отпуштан и дуго је бивао без посла. Валенса и његова породица били су под сталним надзором пољске тајне полиције; његова кућа и радно место су увек били прислушкивани. Током наредних неколико година, неколико пута је хапшен због учешћа у дисидентским активностима.
Валенса је блиско сарађивао са Комитетом за одбрану радника (КОР), групом која је настала ради пружања помоћи људима ухапшеним након радничких штрајкова 1976. и њиховим породицама. У јуну 1978. постао је активиста подземних Слободних синдиката приобаља (Wolne Związki Zawodowe Wybrzeża).) Дана 14. августа 1980. још један раст цена хране довео је до штрајка у бродоградилишту Лењин у Гдањску, чији је Валенса био један од покретача. Валенса се попео преко ограде бродоградилишта и брзо постао један од вођа штрајка. Штрајк је инспирисао друге сличне штрајкове у Гдањску, који су се потом проширили Пољском. Валенса је био на челу Штрајкачког одбора међу предузећима, координирајући раднике у Гдањску и у 20 других фабрика у региону. Влада, коју је представљао Мечислав Јагелски, потписала је 31. августа споразум (Гдањски споразум) са Координационим одбором за штрајк. Споразум је дао радницима Лењиновог бродоградилишта право на штрајк и омогућио им да оснују независни синдикат. Штрајкачки координациони одбор се легализовао као Национални координациони одбор Слободног синдиката Солидарност, а Валенса је изабран за председника одбора. Синдикат „Солидарност“ је брзо растао и на крају је имао преко 10 милиона чланова — више од четвртине становништва Пољске. Валенсина улога у штрајку, у преговорима и у новоформираном независном синдикату донела му је славу на међународној сцени.
Дана 10. марта 1981. године, посредовањем свог бившег претпостављеног из војске, Валенса се први пут сусрео са Војчехом Јарузелским у пословној згради Савета министара на три сата. Током састанка, Јарузелски и Валенса су се сложили да је неопходно међусобно поверење да би се решили проблеми Пољске. Валенса је рекао: „Није случај да је име социјализма лоше. Само су неки људи покварили име социјализма”. Такође се жалио и критиковао владу. Јарузелски је обавестио Валенсу о предстојећим ратним играма Варшавског пакта од 16. до 25. марта, надајући се да би могао да помогне у одржавању друштвеног поретка и да избегне антисовјетске напомене. Јарузелски је такође подсетио Валенсу да је Солидарност користила страна средства. Валенса се нашалио: „Не морамо да узимамо само доларе. Можемо узети кукуруз, ђубриво, све је у реду. Рекао сам господину Канији раније да ћу узети све од непријатеља. Што више, то боље, док непријатељ не буде ослабљен, не више“.

Валенса је био на тој функцији до 13. децембра 1981, када је генерал Јарузелски прогласио ванредно стање у Пољској. Валенса и многи други лидери и активисти Солидарности су ухапшени; био је у затвору 11 месеци до 14. новембра 1982. у Хилицама, Отвоцку и Арламову; источним градови у близини совјетске границе. Дана 8. октобра 1982, Солидарност је стављена ван закона. Године 1983, Валенса се пријавио да се врати у Гдањско бродоградилиште као електричар. Исте године добио је Нобелову награду за мир. Он лично то није могао да прихвати, плашећи се да му пољска влада неће дозволити да се врати у земљу. У његово име награду је примила његова супруга Данута.

## Публикације
- Wałęsa, Lech (1987). A Way of Hope. New-York: Henry Holt and Company. ISBN 978-0-8050-0668-1. LCCN 87021194. OL 2391768M.
- Wałęsa, Lech (1991). Droga do wolności [Road to Freedom] (на језику: пољски). Warsaw: Editions Spotkania. ISBN 978-83-85195-03-0. LCCN 92155586. OL 1293474M.
- Wałęsa, Lech (1992). The Struggle and the Triumph: An Autobiography. Превод: Philip, Franklin. New York: Arcade Publishing. ISBN 978-1-55970-149-5. LCCN 91035875. OL 1555547M.
- Wałęsa, Lech (1995). Wszystko, co robię, robię dla Polski [All That I Do, I Do for Poland] (на језику: пољски). Warsaw: Kancelaria Prezydenta RP. ISBN 978-83-904347-0-4. LCCN 96130042. OL 18320510M.